# Sonkari och Riitunlampi
Sonkari och Riitunlampi är en sjö i Finland. Den ligger i kommunen Vesanto i landskapet Norra Savolax, i den centrala delen av landet, 300 km norr om huvudstaden Helsingfors. Sonkari och Riitunlampi ligger 100,9 meter över havet. Den är 35,83 meter djup. Arean är 25,25 kvadratkilometer och strandlinjen är 73,74 kilometer lång. Sjön  ingår i Kymmene älvs huvudavrinningsområde.   I omgivningarna runt Sonkari och Riitunlampi växer i huvudsak blandskog. Den sträcker sig 8,8 kilometer i nord-sydlig riktning, och 9,8 kilometer i öst-västlig riktning.
I övrigt finns följande i Sonkari och Riitunlampi:
- Patukkasaari (en ö)
- Tirrinsaari (en ö)
- Sääksensaari (en ö)
- Kaijanluoto (en ö)
- Verkkosaari (en ö)
- Pyöreäsaari (en ö)
- Kaijansaari (en ö)
- Lapinsaari (en ö)
- Lammassaari (en ö)
- Elosaari (en ö)
- Palvasaari (en ö)
- Kalmasaari (en ö)
- Koirasaari (en ö)
- Väliluoto (en ö)
- Pajukivi (en ö)
- Makkaraluoto (en ö)
- Salmensuuluoto (en ö)
- Kuikkasaari (en ö)

I övrigt finns följande vid Sonkari och Riitunlampi:
- Kiesimä (en sjö)